# Јуре Галић Велики
Јуре Галић Велики (Бијача, код Љубушког, 1912 — Перићи, 18. јануар 1943) био је учесник Народноослободилачке борбе и народни херој Југославије.

## Биографија
Рођен је 1912. године у Бијачи код Љубушког. После завршетка основне школе, отишао је у Вуковар на изучавање тапетарског заната, одакле је отишао у Београд због запослења. Ту се одмах укључио у раднички покрет, те учествовао у штрајковима и демонстрацијама. Касније се вратио у Метковић, где се повезао с комунистима и напредним радницима, на које је преносио искуства стечена у Београду.
Радио је на ширењу марксистичке идеологије и организовању лучких радника. Убрзо је постао руководилац синдиката и партијски руководилац у Метковићу. Јуна 1936. године, успешно је организовао велики штрајк лучких радника у граду, а у августу и други штрајк, који је трајао дванаест дана, а коме су се прикључили радници на изградњи пруге Метковић—Плоче. Због те активности, више пута је хапшен и прогањан. Члан Комунистичке партије Југославије постао је 1939. године.
Капитулација Југославије затекла га је као војника у Славонском Броду, одакле је одмах отишао у Загреб, повезао се с партијским руководством и саветовао о томе шта ваља да се ради. Добивши директиве, вратио се у родни крај и развио активност у Метковићу и околини на скупљању оружја и војне опреме. Радио је на ширењу истине о марионетској Независној Држави Хрватској и руководству ХСС-а, које се ставило у службу усташа. Такође је радио на заштити српског живља и антифашистички оријентисаних Хрвата, које су усташке власти хапсиле и убијале.
Вршио је припреме за устанак, али су га, јуна 1941. године, ухапсиле усташе и одвеле у Љубушки. Био је стављен на муке, али ништа није признао. Пуштен је из затвора у октобру. Након тога је наставио припреме за устанак. У новембру је обединио рад партизанских група у Сливну, Кули, Опузену, Метковићу и осталим местима и организовао диверзантске акције у долини Неретве и око Метковића.
Почетком 1942. године повезао се с комунистима Бачине и Градца, а 15. априла постао је командир новоосноване Неретванске партизанске чете. Под његовом командом чета је извела више акција у долини Неретве, а највећи успех постигла је 6. маја, када је, код Бачине, близу Плоча, из заседе напала италијанску колону, праћену с четири тенка и тада убила три непријатељска војника а 18 заробила. Био је уништен један тенк и заплењена 21 пушка, 50 ручних бомби и више хиљада комада муниције.
Почетком јуна 1942. године, учествовао је, као делегат јужне Далмације, на војнополитичком саветовању одржаном на Вјештица гори, на Динари. Тада је донесена одлука да се од Биоковске и Неретванске чете формира Биоковски батаљон „Јосип Јурчевић“. Јуре је био постављен за заменика команданта батаљона. Убрзо је уследила италијанска офанзива на Биоково, у којој је учествовало око четири хиљаде војника. У вишедневним борбама, које је батаљон водио у другој половини августа, Галић се истакао као храбар и вешт руководилац.
Када је, 6. септембра, основана Прва далматинска бригада, био је постављен за команданта Трећег батаљона. Посебно се истакао у борбама код Аржана, Ловреча и Студенаца. У октобру је с батаљоном водио жестоке борбе код Цисте Прово и Шестановца, где је успео да разбије италијанску колону састављену од више камиона и десет тенкова. Непријатељ је имао 32 мртва и више рањених војника, а био је уништен и један тенк и неколико камиона.
По одлуци штаба Четврте оперативне зоне Галић је упућен, децембра 1942. године, на Биоково са задатком да изврши припреме за формирање Четврте далматинске бригаде. Бригада је формирана 7. јануара 1943. године, а Јуре је постао командант Првог ударног батаљона. С батаљоном је кренуо према Имотском због чишћења околних села од усташа и стварања повољнијих услова за развој устанка у Имотској крајини. У вишедневним борбама била је ослобођена готово цела Имотска крајина. Нарочито се истакао у борби за Сливно, које је бранило око 150 усташа.
Био је предложен за делегата Прве конференције Народноослободилачког одбора Далмације, која је требало да се одржи крајем јануара у Ливну. Међутим, Јуре Галић је погинуо у борбама код села Перића, 18. јануара 1943. године, јуришајући на челу свога батаљона.
Указом Президијума Народне скупштине Федеративне Народне Републике Југославије, 5. јула 1951. године, проглашен је за народног хероја.